# Sonja Wigert
Sonja Wigert (Notodden, 11 novembre 1913 – L'Alfàs del Pi, 12 aprile 1980) è stata un'attrice norvegese.
Durante la seconda guerra mondiale è stata una spia dell'Intelligence svedese.

## Filmografia parziale
- Eli Sjursdotter, regia di Arne Bornebusch e Leif Sinding (1938)
- Hennes melodi, regia di Thor L. Brooks (1940)
- Den hemmelighetsfulle leiligheten, regia di Tancred Ibsen (1948)